# Lista de vereadores de Macuco
Esta é a lista de vereadores de Macuco, município brasileiro do estado do Rio de Janeiro.
A Câmara Municipal de Macuco, é formada por nove representantes. O prédio da Câmara chama-se Centro Administrativo José Carlos Boaretto, do qual também está instalada a prefeitura. O salão principal chama-se Plenário Luiz Paulo Vogas da Silva. 

## 7ª Legislatura (2021–2024)
Estes são os vereadores eleitos nas eleições de 15 de novembro de 2020, pelo período de 1° de janeiro de 2021 a 31 de dezembro de 2024:
| Mesa Diretora (2021-2022)            |                       |                        |                           |
| Nome                                 | Início do mandato     | Fim do mandato         | Cargo                     |
| Júlio Carlos Silva Badini (PL)       | 1º de janeiro de 2021 | 31 de dezembro de 2022 | Presidente da Câmara      |
| Alberto de Oliveira Herdy (SD)       | 1º de janeiro de 2021 | 31 de dezembro de 2022 | Vice-presidente da Câmara |
| Diogo Latini Rodrigues (PSC)         | 1º de janeiro de 2021 | 31 de dezembro de 2022 | 1º Secretário             |
| Luiz Felipe de C. Espíndola (AVANTE) | 1º de janeiro de 2021 | 31 de dezembro de 2022 | 2º Secretário             |

|   | Nome                                                                      | Partido                      | Votos | %    | Observações |
| - | ------------------------------------------------------------------------- | ---------------------------- | ----- | ---- | ----------- |
| 1 | Marcelo Abreu Mansur (Rio de Janeiro, 10.03.1971–)                        | Partido Liberal (PL)         | 460   | 8,11 | 1º mandato  |
| 2 | Anderson Epifânio Dionizio, Andinho da Reta (Rio de Janeiro, 10.03.1973–) | Solidariedade (SD)           | 382   | 6,73 | 1º mandato  |
| 3 | Carlos Alberto da Silva Oliveira, Tico-Tico (Rio de Janeiro, 25.10.1965–) | AVANTE                       | 362   | 6,38 | 2º mandato  |
| 4 | Diogo Latini Rodrigues (Macuco, 04.05.1984–)                              | Partido Social Cristão (PSC) | 353   | 6,22 | 2º mandato  |
| 5 | Júlio Carlos Silva Badini (2021-2022) (Rio de Janeiro, 08.02.1982–)       | Partido Liberal (PL)         | 321   | 5,66 | 2º mandato  |
| 6 | Alberto de Oliveira Herdy (Rio de Janeiro, 14.05.1971–)                   | Solidariedade (SD)           | 244   | 4,30 | 2º mandato  |
| 7 | Luiz Felipe de Carvalho Espíndola (Rio de Janeiro, 21.01.1981–)           | AVANTE                       | 242   | 4,27 | 1º mandato  |
| 8 | Adenilson da Costa Pereira, Mimi (Rio de Janeiro, 04.11.1990–)            | AVANTE                       | 217   | 3,82 | 1º mandato  |
| 9 | Bruno Miranda Cardoso (Rio de Janeiro, 13.05.1985–)                       | Partido Social Cristão (PSC) | 213   | 3,75 | 1º mandato  |

## 6ª Legislatura (2017–2020)
Estes são os vereadores eleitos nas eleições de 2 de outubro de 2016, pelo período de 1° de janeiro de 2017 a 31 de dezembro de 2020:
|   | Nome                                                                                  | Partido                                            | Votos | %    | Observações |
| - | ------------------------------------------------------------------------------------- | -------------------------------------------------- | ----- | ---- | ----------- |
| 1 | Alberto de Oliveira Herdy (Rio de Janeiro, 14.05.1971–)                               | Partido Progressista (PP)                          | 348   | 5,78 | 1º mandato  |
| 2 | Júlio Carlos Silva Badini (Rio de Janeiro, 08.02.1982–)                               | Partido Humanista da Solidariedade (PHS)           | 343   | 5,70 | 1º mandato  |
| 3 | José Luiz Estefani Miranda Filho, Zé Estefani (2019-2020) (Macuco, 05.08.1979–)       | Partido da Social Democracia Brasileira (PSDB)     | 339   | 5,63 | 1º mandato  |
| 4 | Diogo Latini Rodrigues (Rio de Janeiro, 04.05.1984–)                                  | Partido do Movimento Democrático Brasileiro (PMDB) | 331   | 5,50 | 1º mandato  |
| 5 | Carlos Alberto da Silva Oliveira, Tico-Tico (2017-2018) (Rio de Janeiro, 25.10.1965–) | Partido Trabalhista do Brasil (PTdoB)              | 321   | 5,33 | 1º mandato  |
| 6 | Ederson Araújo de Souza (Rio de Janeiro, 12.04.1979–)                                 | Partido da República (PR)                          | 319   | 5,30 | 1º mandato  |
| 7 | Cássio Avelar Daflon Vieira (Rio de Janeiro, 21.03.1967–)                             | Partido Democrático Trabalhista (PDT)              | 296   | 4,92 | 1º mandato  |
| 8 | João Batista da Silva Martins (Rio de Janeiro, 11.06.1981–)                           | Partido Verde (PV)                                 | 286   | 4,75 | 1º mandato  |
| 9 | Rômulo da Silva Oliveira, Rominho (Rio de Janeiro, 04.09.1986–)                       | Partido Humanista da Solidariedade (PHS)           | 253   | 4,20 | 1º mandato  |

## Legenda
| Cor  | Significado          |
| Bege | Presidente da Câmara |
| Azul | Suplente             |